# Manor Racing
Manor Racing er et britisk Formel 1-team, grundlagt i juni 2009, og debuterede i Formel 1 fra 2010-sæsonen.

## Historie
Forretningsmanden Stephen Fitzpatrick, ejeren af Manor Motorsport, meddelte i juni 2009 at han ville gå ind i Formel 1 fra 2010. Det skete under navnet Virgin Racing på grund af en sponsoraftale. Året efter skiftede teamet navn til Marussia Virgin Racing, inden det fra 2012 til 2014 hed Marussia F1 Team.
I  slutningen af 2014-sæsonen kom teamet i store økonomiske problemer, og man var tæt på at lukke holdet. Dette blev afværget efter at nye investorer gik ind i selskabet og sikrede overlevelsen. I 2015 kørte teamet under navnet Manor Marussia F1 Team.
I 2016 gik teamet under et komplet re-branding under Fitzpatricks ejerskab, og holdets farver er ændret til orange, hvid og blå.

## Navne og statistik i Formel 1
| År       | Navn                   | Bil    | Motor                  | Dæk    | Nr.         | Kører                                      | Points | Placering |        |        |        |        |        |        |        |        |        |        |        |        |        |        |        |        |        |        |        |
| Virgin   | Virgin                 | Virgin | Virgin                 | Virgin | Virgin      | Virgin                                     | Virgin | Virgin    | Virgin | Virgin | Virgin | Virgin | Virgin | Virgin | Virgin | Virgin | Virgin | Virgin | Virgin | Virgin | Virgin | Virgin | Virgin | Virgin | Virgin | Virgin | Virgin |
| -------- | ---------------------- | ------ | ---------------------- | ------ | ----------- | ------------------------------------------ | ------ | --------- | ------ | ------ | ------ | ------ | ------ | ------ | ------ | ------ | ------ | ------ | ------ | ------ | ------ | ------ | ------ | ------ | ------ | ------ | ------ |
| 2010     | Virgin Racing          | VR-01  | Cosworth CA2010 2.4 V8 | B      | 24. 25.     | Timo Glock Lucas di Grassi                 | 0      | 12th      |        |        |        |        |        |        |        |        |        |        |        |        |        |        |        |        |        |        |        |
| 2011     | Marussia Virgin Racing | MVR-02 | Cosworth CA2011 2.4 V8 | P      | 24. 25.     | Timo Glock Jérôme d'Ambrosio               | 0      | 12th      |        |        |        |        |        |        |        |        |        |        |        |        |        |        |        |        |        |        |        |
| Marussia |                        |        |                        |        |             |                                            |        |           |        |        |        |        |        |        |        |        |        |        |        |        |        |        |        |        |        |        |        |
| 2012     | Marussia F1 Team       | MR01   | Cosworth CA2012 2.4 V8 | P      | 24. 25.     | Timo Glock Charles Pic                     | 0      | 11th      |        |        |        |        |        |        |        |        |        |        |        |        |        |        |        |        |        |        |        |
| 2013     | Marussia F1 Team       | MR02   | Cosworth CA2013 2.4 V8 | P      | 22. 23.     | Jules Bianchi Max Chilton                  | 0      | 10th      |        |        |        |        |        |        |        |        |        |        |        |        |        |        |        |        |        |        |        |
| 2014     | Marussia F1 Team       | MR03   | Ferrari 059/3 1.6 V6 t | P      | 4. 17. 42.  | Max Chilton Jules Bianchi Alexander Rossi  | 2      | 9th       |        |        |        |        |        |        |        |        |        |        |        |        |        |        |        |        |        |        |        |
| 2015     | Manor Marussia F1 Team | MR03B  | Ferrari 059/3 1.6 V6 t | P      | 28. 53. 98. | Will Stevens Alexander Rossi Roberto Merhi | 0      | 10th      |        |        |        |        |        |        |        |        |        |        |        |        |        |        |        |        |        |        |        |
| Manor    |                        |        |                        |        |             |                                            |        |           |        |        |        |        |        |        |        |        |        |        |        |        |        |        |        |        |        |        |        |
| 2016     | Manor Racing           | MRT05  | Mercedes 1.6 V6 t      | P      | 88. 94. 31. | Rio Haryanto Pascal Wehrlein Esteban Ocon  | -      | -         |        |        |        |        |        |        |        |        |        |        |        |        |        |        |        |        |        |        |        |